# Stelis longiracemosa
Stelis longiracemosa är en orkidéart som beskrevs av Rudolf Schlechter. Stelis longiracemosa ingår i släktet Stelis och familjen orkidéer. Inga underarter finns listade i Catalogue of Life.